# The Right Thing
The Right Thing è un singolo del gruppo musicale britannico Simply Red, il primo estratto dall'album Men and Women nel 1987.

## Descrizione
La canzone riporta alcune influenze di musica funk e ha raggiunto la posizione numero 11 della classifica britannica, la numero 27 della statunitense Billboard Hot 100 e ottenne però il suo maggior successo in Italia, dove raggiunse la quarta posizione della classifica settimanale e risultò il 26° singolo più venduto del 1987.
A causa di alcuni impliciti riferimenti sessuali contenuti nella canzone, la pubblicazione del brano è stata bloccata a Singapore.

## Cover
La canzone è stata reinterpretata in Italia da Claudia Arvati per la realizzazione del programma televisivo Non è la RAI nel 1991, dove veniva interpretata da Claudia Gerini. Sempre per lo stesso programma la canzone è stata reincisa e interpretata da Francesca Pettinelli nel 1993; questa versione fu inserita nella compilation Non è la Rai sTREnna.

## Tracce
7" Single
1. The Right Thing – 4:18
2. There's a Light – 3:53

12" Single
1. The Right Thing (Extended) – 5:34
2. There's a Light – 3:53
3. Ev'ry Time We Say Goodbye – 3:24

## Classifiche
| Classifica (1987) | Posizione massima |
| ----------------- | ----------------- |
| Australia         | 17                |
| Belgio (Fiandre)  | 4                 |
| Canada            | 21                |
| Germania          | 27                |
| Irlanda           | 12                |
| Italia            | 4                 |
| Nuova Zelanda     | 9                 |
| Paesi Bassi       | 5                 |
| Regno Unito       | 11                |
| Spagna            | 5                 |
| Stati Uniti       | 27                |
| Svizzera          | 10                |